# Luther Youngdahl

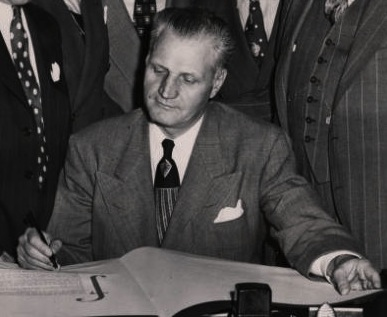
Luther Youngdahl (1949)

Luther Wallace Youngdahl (* 29. Mai 1896 in Minneapolis, Minnesota; † 21. Juni 1978 in Washington, D.C.) war ein US-amerikanischer Jurist und Politiker und von 1947 bis 1951 Gouverneur des Bundesstaates Minnesota.

## Frühe Jahre und politischer Aufstieg
Luther Youngdahl besuchte bis 1919 das Gustavus Adolphus College in St. Peter und studierte anschließend bis 1921 an der University of Minnesota Jura. Seine Ausbildung wurde durch den Ersten Weltkrieg unterbrochen, an dem er als Soldat teilnahm. Nach seiner Zulassung als Rechtsanwalt begann er eine erfolgreiche juristische Laufbahn. Zwischen 1921 und 1924 war Youngdahl stellvertretender Staatsanwalt der Stadt Minneapolis; von 1930 bis 1936 fungierte er als Richter an einem städtischen Gericht. Von 1942 bis 1946 gehörte er dem Minnesota Supreme Court an. Politisch war er Mitglied der Republikanischen Partei, als deren Kandidat er am 5. November 1946 zum Gouverneur seines Staates gewählt wurde. Er setzte sich mit 59:40 Prozent der Stimmen gegen den Demokraten Harold H. Barker durch.

## Gouverneur und Bundesrichter
Youngdahl trat sein neues Amt am 8. Januar 1947 an. In den Jahren 1948 und 1950 wurde er jeweils von den Wählern Minnesotas in diesem Amt bestätigt. In seiner Amtszeit wurde der Haushalt für die Bildungspolitik erhöht. Glücksspielautomaten wurden in Minnesota verboten. In der Nationalgarde des Staates wurde die Rassentrennung aufgehoben. Außerdem musste sich der Gouverneur noch mit einigen Streiks auseinandersetzen.
Nachdem er zum Bundesrichter in Washington ernannt worden war, trat Luther Youngdahl am 8. September 1951 als Gouverneur zurück. Bis zu seinem Tod im Jahr 1978 war er als Richter am Bundesbezirksgericht für den District of Columbia tätig. Mit seiner Frau Irene Annet Engdah hatte er drei Kinder. Youngdahl wurde auf dem Nationalfriedhof Arlington beigesetzt.